# 努夫亚吉图克绿岩带
努夫亚吉图克绿岩带是一系列变质镁铁质至超基性岩喷出岩与相关的沉积岩（绿岩带），位于哈德逊湾东岸，魁北克省Inukjuak东南40km处。这些岩石经历过剧烈的变质作用，年代极为久远。
两篇研究该绿岩带的论文分别将年代定为37.5亿年前和约43.88亿年前。截至2017年3月，仍没有更精确、更可信的努夫亚吉图克绿岩带测年结果。
2017年3月，一份研究报告了绿岩带岩石中的疑似微生物化石，这可能是地球上已知最早的生命痕迹。

## 历史与地质

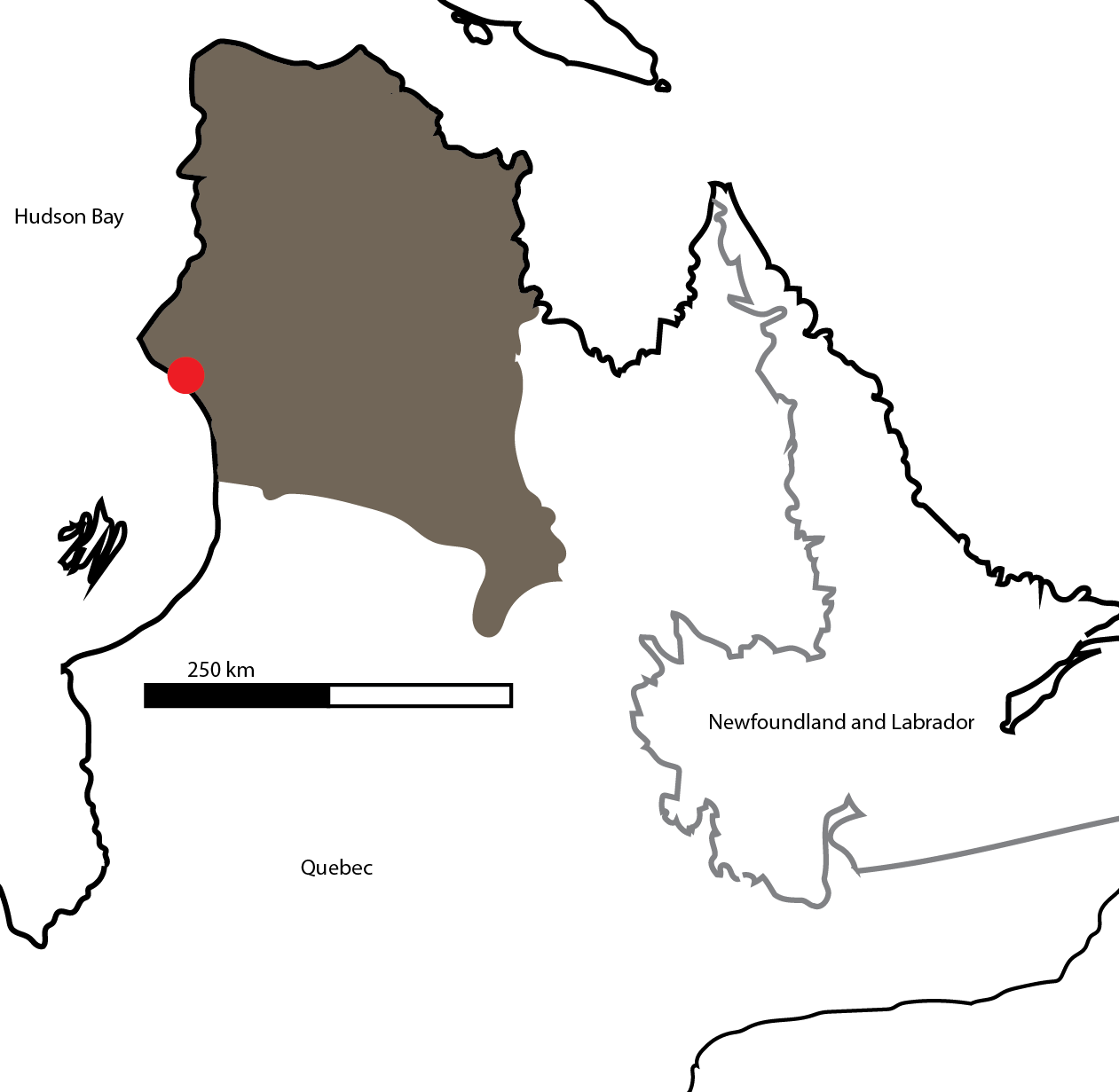
NGB标为红色

努夫亚吉图克绿岩带最早被命名为海豚湾绿岩带（Porpoise Cove Greenstone Belt），最早由魁北克省自然资源部于1965年提出，但之后几十年都鲜有研究。2000年代对绿岩带锆石的铀钚测年结果为距今37.5亿年，自此努夫亚吉图克绿岩带才得到了注意。至今，这一结构的历史与年代仍存在较大争议。努夫亚吉图克绿岩带是被称作Ujaraaluk的镁铁质地体的一部分，属于东北苏必利尔省（NESP）明托板块Inukjuak亚省。

### 年代争议
2007年，对锆石的铀铅测年发现，绿岩带至少可以追溯到距今37亿年前。被测的锆石发现于结构中的花岗岩侵入岩，其年代必然晚于被侵入的结构。这种测年方法具有较高的承认度，但无法给出年代的上限。
2012年，对侵入的辉长岩的钐钕测年法和钕的同位素分馏的研究表明，绿岩带的年代为距今43.21亿年。被测的成分来自Ujaraaluk地体中变形更小的部分。这个结果是全球最早的。
同年，对来自NGB石英–黑云母片岩的岩屑锆石的进一步研究表明，其年代为距今37.8亿年前。该研究认为，43.21亿年前的结果反映的不是NGB的年代，而是冥古宙地壳成分的年代。
截至2017年，这一分歧尚未得到解决。

## 地质
努夫亚吉图克绿岩带由3个不同的地体组合而成：
- 镁铁闪石、质角闪岩，组成绿岩带的大部分
- 镁铁质和超基性岩岩床。侵入了角闪岩
- 形成于海水中的条状铁层和沉积岩

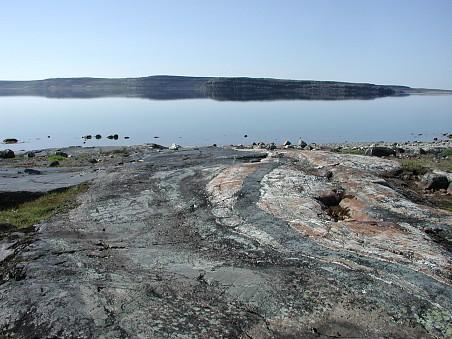
努夫亚吉图克绿岩带变质岩出露

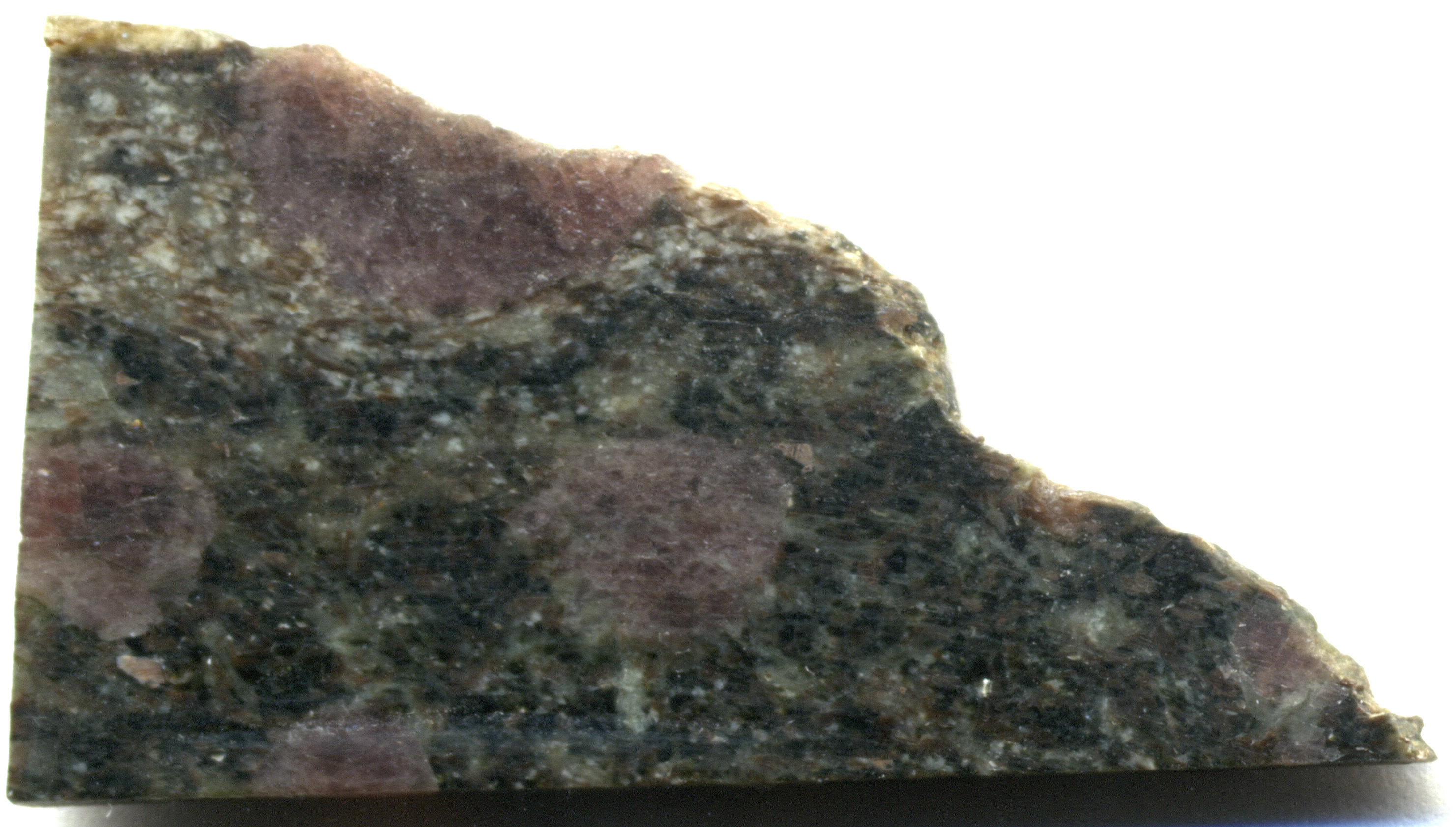
努夫亚吉图克绿岩带“伪闪岩”中的石榴子石

镁铁闪石变质角闪岩带有不寻常的浅灰褐色，而角闪岩通常是暗绿色的，因此这种岩石也被称作“伪闪岩”。镁铁闪石变质角闪岩带有片麻岩质叶理，主要成分为镁铁闪石、石英、黑云母和斜长石。镁铁闪石角闪岩中的石榴石占比不定，是经历过高级变质的火山-沉积岩。
超基性岩和辉长岩质岩床常见于绿岩带北部。岩床宽5至30m，间有富蛇纹石、滑石侵入岩，边缘富角闪石。它们表明，NGB曾发生过大规模的侵入事件。
条状铁层组遍布绿岩带北部，岩层包含石英、磁铁矿和铁闪石。

## 地质史
努夫亚吉图克绿岩带的地质史仍缺乏研究。不过，也出现了利用结构手段和地质测年探究地质史的研究，遍布绿岩带的高压变形作用普遍认为是最早发生的变形作用之一。这一阶段形成了遍布伪闪岩和条状铁带的叶理和米级褶皱。Nadeau和O'Neil的研究都认为，第一次变形之后发生了一次热事件，O'Neil认为其发生于27亿年前。这次事件被NGB和临近的Boizard缝合带的火成侵入岩记录了下来。这之后，又发生了影响整个绿岩带的米级褶皱。
NGB可能位于一处古潜没带上。NGB和现代的伊豆-小笠原-马里亚纳弧弧前存在许多相似点，说明NGB可能也经历过间断性的潜没。这一理论与绿岩带的形成年代争议没有关系。

## 早期生命证据

### 条状铁带

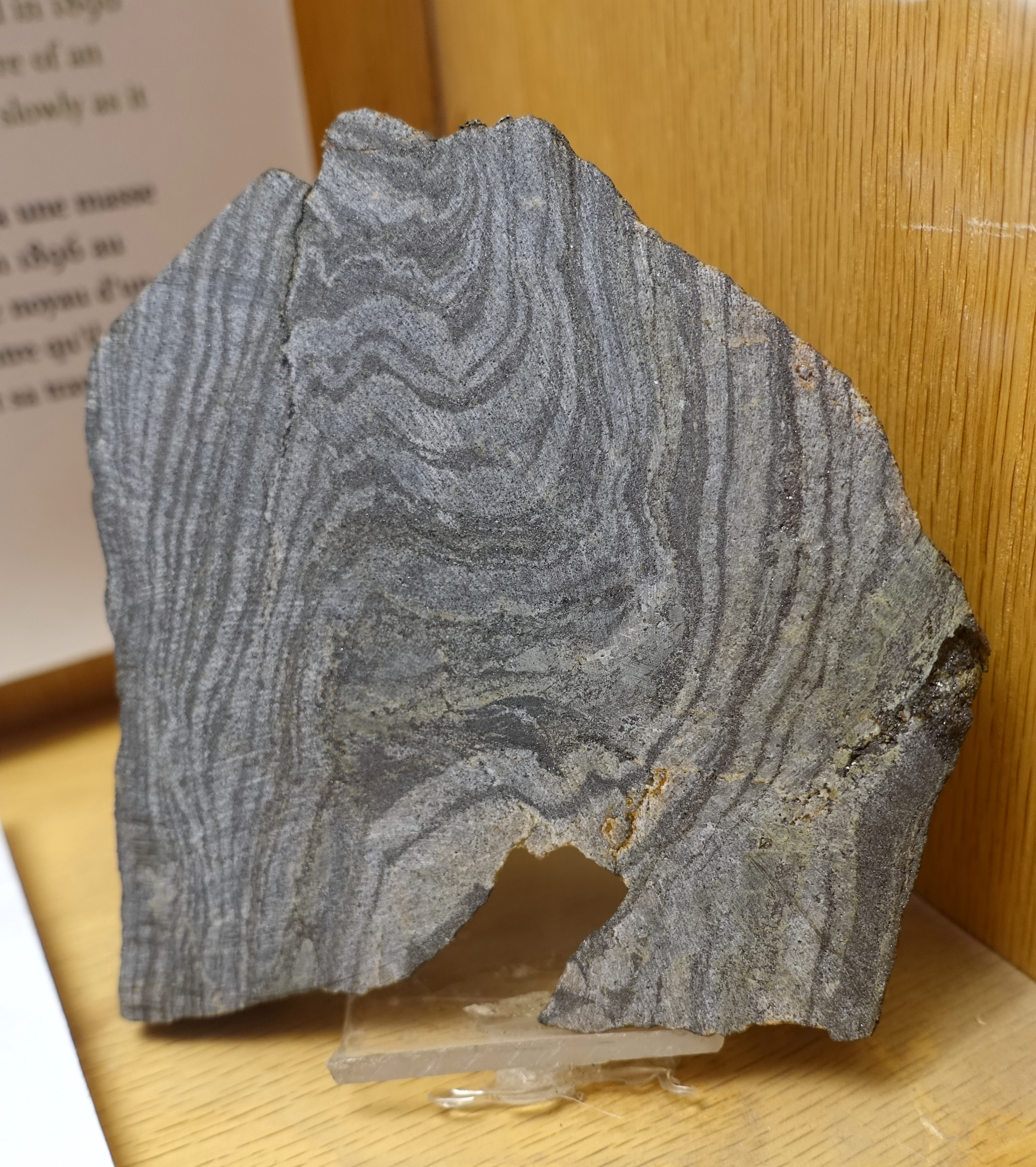
加拿大蒙特利尔努夫亚吉图克绿岩带的条状铁带

条状铁带与阿尔戈马型铁矿有许多相似性。一般认为，阿尔戈马型铁矿可形成于缺氧环境下的细菌活动。这条铁带可能是生命最早的痕迹，表明NGB形成时可能收到了生命活动的影响。

### 燧石
2017年3月发表的一篇有争议的论文报告称，发现了岩石中的早期生命痕迹。论文描述了推定的微生物化石痕迹。观察到的微结构被认为是赤铁矿管状、丝状物，与今日海底热泉附近生活的细菌产生的孔道，在形态、大小与化学成分上十分匹配。结论引发了大规模的争议，规模很大且双方都固执己见，认为自己的结论“将经受住时间的考验”。2019年一篇论文报告称，形状与化学成分相同的赤铁矿管状、丝状物也可以由水中花园经过非生物过程自然形成。2022年一篇论文补充说，存在较大的（至1cm）复杂结构，呈干枝结构，管状、丝状物旁边有椭圆状物体。据说，这些丝状物类似于一种嗜中性铁氧化菌Mariprofundus ferrooxydans产生的丝状物。批评者指出，变质作用和晶格的影响也可以解释所观察到的现象，特别是平行丝状物。

## IUGS地质遗产
由于拥有“地球上最古老的化石”，国际地质科学联盟（IUGS）在2022年10月将“冥古宙-始太古代努夫亚吉图克绿岩带”列入其100个“地质遗产”名录。IUGS对“地质遗产”的定义是“具有国际科学意义的地质要素和/或过程的关键场所，和/或在历史上对地质科学的发展有重大贡献”。